# موتور بنادي
موتور بنادي (بالإنجليزية: Mowtowr-e Bonadi)‏ هي منطقة سكنية تقع في سيستان وبلوتشستان في إيران. يقدر عدد سكانها بـ 67 نسمة .